# Kazimierz Garbusiński
Kazimierz Garbusiński (ur. 25 lutego 1883 w Opatowcu, zm. 28 czerwca 1945 w Krakowie) – polski kompozytor, muzyk, pedagog, organizator życia muzycznego.

## Życiorys

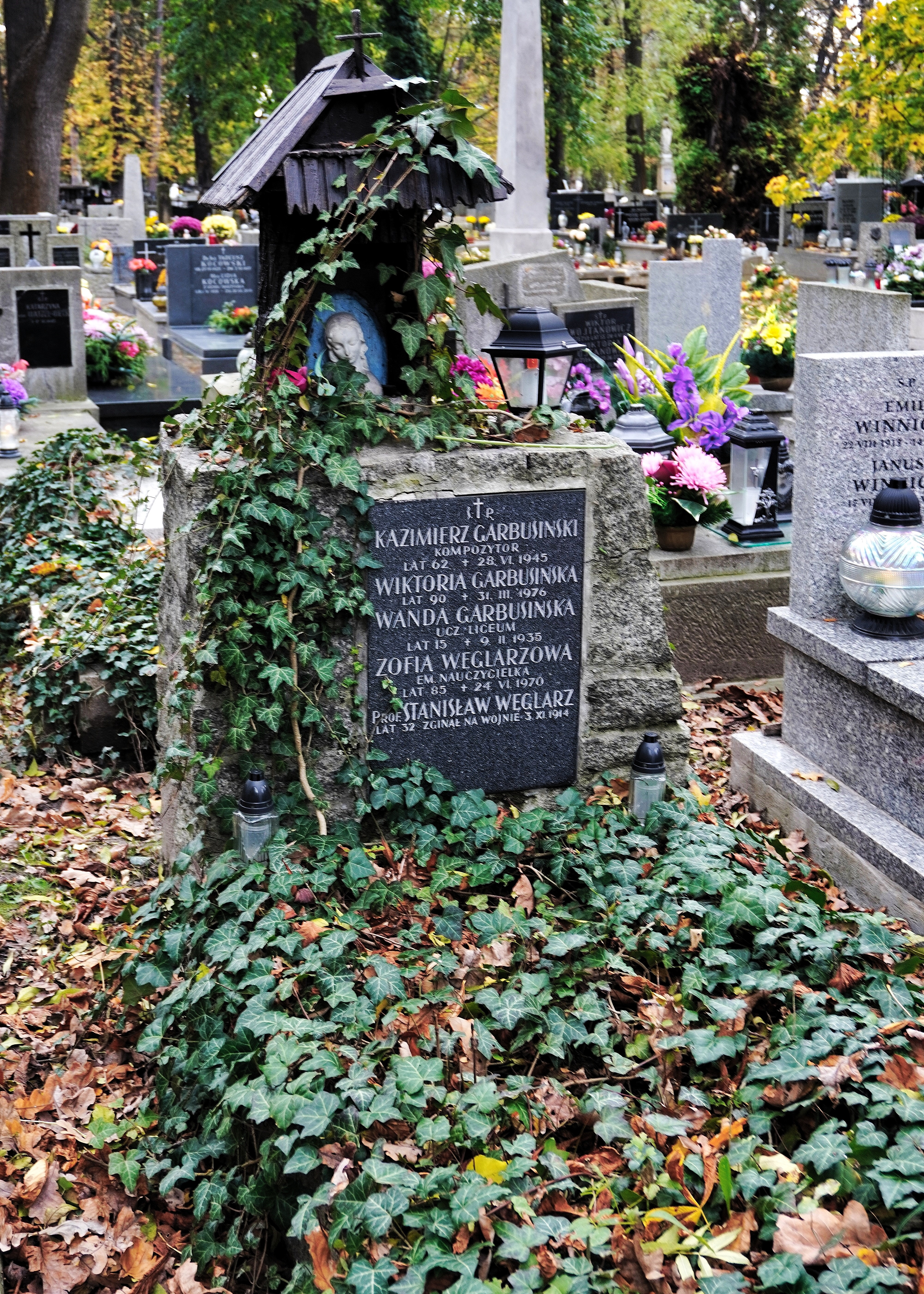
Grób Kazimierza Garbusińskiego na Cmentarzu Rakowickim w Krakowie

Był czwartym spośród dzieci Jana i Katarzyny z Bujakowskich. W latach 1898–1902 zajmował się kolportażem literatury z Krakowa do zaboru rosyjskiego. Początkowo nauki odbywał pod kierunkiem swojego starszego brata Piotra. W roku 1903 udał się do Warszawy, gdzie był uczniem znanego kompozytora Zygmunt Noskowskiego. W latach 1904–1908 uczęszczał do klasy organowej Konserwatorium Towarzystwa Muzycznego w Krakowie, którego ówczesnym dyrektorem i profesorem był znakomity kompozytor Władysław Żeleński. 26 czerwca 1908 uzyskał dyplom Konserwatorium z wynikiem celującym. Jego talentem zainteresował się wówczas Żeleński, który w dalszym ciągu osobiście uczył go kompozycji. Dodatkowo Garbusiński pobierał nauki kontrapunktu u innego cenionego dyrygenta i kompozytora Feliksa Nowowiejskiego.
W 1909 rozpoczął działalność pedagogiczną jako nauczyciel w państwowych gimnazjach krakowskich: IX im. Józefa Hoene-Wrońskiego i 
V im. Jana Kochanowskiego.
Dzięki zdobytej wiedzy i umiejętnościach w 1915 organizuje przy Kolegiacie św. Anny w Krakowie chór mieszany i zostaje organistą. Do objęcia stanowiska dyrektora chóru przyczynił się ówczesny prepozyt kolegiaty ks. dr Józef Caputa, wielki znawca i miłośnik muzyki. Kierowany przez niego chór w 1919 przekształca się w Towarzystwo Oratoryjne, a jego prezesem zostaje Karol Rostworowski.
Garbusiński był też założycielem i dyrektorem chórów „Echo” i „Hasło”. W 1928 Wydział Muzyki Kościelnej Konserwatorium Towarzystwa Muzycznego w Krakowie, oceniając jego zdolności pedagogiczne, powołuje go na stanowisko profesora gry organowej, solfeża i śpiewu chóralnego w tut. Konserwatorium. Jednocześnie w 1929 zostaje członkiem zarządu, założonego w tym samym roku, Związku Chórów Kościelnych Archidiecezji Krakowskiej, nad którym protektorat sprawował metropolita krakowski ks. kard. Adam Stefan Sapieha. W 1939 Walne Zgromadzenie Związku nadało mu godność członka honorowego.
Po jego śmierci kompozytor i krytyk muzyczny Jan Maklakiewicz na łamach „Dziennika Polskiego” z dnia 20 sierpnia 1945 napisał: „Garbusińskiego można zaliczyć do plejady chlubnych pionierów, upowszechniających szeroko naszą muzykę. Nazwisko jego stoi obok takich ludzi jak Maszyński, Niewiadomski, Wallek Walewski, ks. Gieburowski, Nowowiejski, Kozura, Lechoń…”. „Wychował całe pokolenia dobrych muzyków, dyrygentów i wirtuozów organowych: Geiger, Kozak, Kisza, Mastela i wielu innych”. Kazimierz Garbusiński został pochowany na cmentarzu Rakowickim w Krakowie.

## Życie prywatne
W 1909 poślubił Wiktorię Sękara, z którą miał cztery córki: Zofię (1910), Jadwigę (1911) – późniejszą żonę dowódcy ORP Błyskawica Zbigniewa Węglarza, Marię (1914) i Wandę (1920).

## Twórczość
Skomponował około 500 utworów, w większość o treści religijnej – oratoria, msze, misteria pasyjne, utwory organowe, pieśni chóralne, kolędy. Komponował również utwory świeckie. Niektóre utwory, jak Siedem Słów Chrystusa czy Boże Narodzenie, przedstawiane były w teatrach krakowskich Słowackiego czy Bagateli.
Do jego prac pedagogicznych zaliczamy: „Melodie”, oraz podręcznik do nauki śpiewu „Dyktaty Muzyczne”. Utwory Garbusińskiego były wydawane nakładem własnym, przez wydawnictwa krajowe, a także przez B.J. Zalewski Chicago.